# Saison 1 de Scrubs
Chronologie
Saison 2
Cet article présente le guide des épisodes de la première saison de la série télévisée Scrubs.

## Distribution

### Acteurs principaux
- Zach Braff (VF : Alexis Tomassian) : Dr John Michael « JD » Dorian
- Sarah Chalke (VF : Véronique Desmadryl) : Dr Elliot Reid
- Donald Faison (VF : Lucien Jean-Baptiste) : Dr Christopher « Turk » Duncan Turk
- John C. McGinley (VF : Hervé Jolly) : Dr Perceval « Perry » Ulysse Cox
- Ken Jenkins (VF : Richard Leblond) : Dr Robert « Bob » Kelso
- Judy Reyes (VF : Julie Turin) : Infirmière Carla Espinosa

### Acteurs secondaires
- Neil Flynn (VF : Pascal Massix) : L'homme de ménage ou le Concierge (The Janitor en VO)
- Aloma Wright (VF : Catherine Artigala) : Infirmière Laverne Roberts (17 épisodes)
- Robert Maschio (VF : Pascal Germain) : Dr Todd Quinlan (15 épisodes)
- Sam Lloyd (VF : Denis Boileau) : Ted Buckland (11 épisodes)
- Johnny Kastl (VF : Emmanuel Beckermann) : Dr Doug Murphy (7 épisodes)
- Charles Chun (en) (VF : Charles Borg) : Dr Wen (7 épisodes)
- Christa Miller-Lawrence (VF : Brigitte Aubry) : Jordan Sullivan (6 épisodes)

### Invités
- Matt Winston (en) (VF : Thierry Wermuth) : Dr Jeffrey Steadman (épisodes 1, 5 et 19)
- Randall Winston (en) : la Mort (épisodes 4 et 12)
- Jimmie Walker : Dr Cox, noir après une chirurgie (rêve éveillé de J.D.) (épisodes 6 et 12)
- Cody Estes (en) : J.D. jeune (épisodes 7 et 18)
- Sean Hayes (VF : Pierre Tessier) : Nick (épisode 7)
- Nicole Sullivan (VF : Barbara Delsol) : Jill Tracy (épisodes 10 et 22)
- Manley Henry : Titulaire Ronald, dit Snoop Dogg (épisodes 13 et 20)
- Masi Oka : Franklyn, assistant du laboratoire (épisodes 16 et 22)
- Kelli Williams : Kristen Murphy (épisodes 17 et 18)
- DJ Qualls : Josh, un nouvel interne (épisode 17)
- R. Lee Ermey : père de l'homme de ménage (épisode 19)
- John Ritter (VF : Jean Barney) : Sam Dorian, père de JD (épisode 19)
- Scott Foley (VF : Constantin Pappas) : Sean, ex-petit ami d'Eliott (épisodes 20 et 21)
- Brendan Fraser (VF : Guillaume Orsat) : Ben Sullivan, frère de Jordan et ami de Cox (épisodes 22 et 23)
- Robert Clendenin (en) (VF : Éric Marchal) : Dr Bob Zeltzer (épisode 23)
- Philip McNiven (VF : Yves-Henry Salerne) : Roy (épisode 23)

#### Caméos
Louie Anderson, Carrot Top, William Daniels, Stephen Furst, Ed Begley Jr., Eric Laneuville.

## Résumé de la saison
JD et Turk commencent leur internat à l'hôpital du Sacré-cœur, le premier en médecine interne, le second en chirurgie. Ils rencontrent Elliot, une autre médecin dont JD tombe vite sous le charme, Carla, l'infirmière en chef qui dirige le service de médecine d'une main de fer, le Docteur Cox, médecin compétent mais arrogant, et Bob Kelso, le chef de médecine. JD devient la cible du Concierge, qui cherche à se venger de lui pour avoir provoqué une panne dans la porte d'entrée de l'hôpital.
JD et Elliot tombent rapidement amoureux l'un de l'autre mais préfèrent d'abord rester amis (épisode 3). JD couche ensuite avec Jordan Sullivan sans savoir qu'elle est l'ex-femme de Cox (épisode 6). Il a ensuite une aventure avec Alex, la psychologue de l'hôpital (épisode 13), avant de découvrir qu'elle se drogue et de coucher avec Elliot (épisode 14). Mais les deux internes se rendent rapidement compte qu'ils ne sont pas faits l'un pour l'autre et se séparent (épisode 15). Elliot a ensuite une brève relation avec Sean, un patient aussi distrait et peu confiant en lui qu'elle ne l'est (épisode 21).
Turk et Carla commencent à sortir ensemble (épisode 2) et le jeune chirurgien finit par lui avouer son amour (épisode 12). Les relations entre Carla et Elliot sont d'abord exécrables mais les deux jeunes femmes finissent par devenir amies.
Dans le dernier épisode, Jordan vient détruire toute la bonne humeur ambiante en révélant tous les petits secrets de l'hôpital.

## Épisodes

### Épisode 1:Mon premier jour
- États-Unis : 2 octobre 2001 sur NBC
- France :
  - 13 avril 2002 sur TPS Star
  - 30 juin 2006 sur M6

- Sam Lloyd (Ted - Avocat)
- Neil Flynn (Concierge)
- Aloma Wright (Infirmière Laverne Roberts)
- Ted Rogers (M. Burski)
- Robert Maschio (Todd)

### Épisode 2:Mon mentor
- États-Unis : 4 octobre 2001 sur NBC
- France : 13 avril 2002 sur TPS Star

- John Ducey (Will Forte)
- Johnny Kastl (Doug)

### Épisode 3:L'Erreur de mon meilleur ami
- États-Unis : 9 octobre 2001 sur NBC
- France : 20 avril 2002 sur TPS Star

- Charles Chun (Dr Wen)
- Max Kerstein (M. Bidwell)
- P.D. Mani (Dr Simotas)
- Vanessa Marshall (Becky)

### Épisode 4:Mon amie du troisième âge
- États-Unis : 16 octobre 2001 sur NBC
- France : 20 avril 2002 sur TPS Star

Kathryn Joosten (Mme Tanner)

### Épisode 5:Mes deux papas
- États-Unis : 23 octobre 2001 sur NBC
- France : 27 avril 2002 sur TPS Star

Louie Anderson (lui-même)

### Épisode 6:Ma bourde
- États-Unis : 30 octobre 2001 sur NBC
- France : 27 avril 2002 sur TPS Star

Christa Miller Lawrence (Jordan Sullivan)

### Épisode 7:Mon ego surdimensionné
- États-Unis : 6 novembre 2001 sur NBC
- France : 4 mai 2002 sur TPS Star

Sean Hayes (Nick Murdoch)

### Épisode 8:Mon quart d'heure de gloire
- États-Unis : 13 novembre 2001 sur NBC
- France : 4 mai 2002 sur TPS Star

- Alex Wright (Patricia)
- Cayden Boyd (Hummer)

### Épisode 9:Mon jour de congé
- États-Unis : 20 novembre 2001 sur NBC
- France : 11 mai 2002 sur TPS Star

- Charles Chun (Dr Wen)
- Paul Collins (Dr Benson)
- Michael McDonald (Mike Davis)
- Trevor Davis (Tommy)
- Amelinda Embry (Jennifer)
- Dylan Wagner (Frère de Tommy)

### Épisode 10:Mon surnom
- États-Unis : 27 novembre 2001 sur NBC
- France : 11 mai 2002 sur TPS Star

- Nicole Sullivan (Jill Tracy)
- Robert Maschio (Todd)

### Épisode 11:Mon Jésus à moi
- États-Unis : 11 décembre 2001 sur NBC
- France : 18 mai 2002 sur TPS Star

### Épisode 12:Mon saut dans l'inconnu
- États-Unis : 8 janvier 2002 sur NBC
- France : 18 mai 2002 sur TPS Star

Elizabeth Bogush (Alex)

### Épisode 13:Mon numéro d'équilibriste
- États-Unis : 15 janvier 2002 sur NBC
- France : 25 mai 2002 sur TPS Star

- Elizabeth Bogush (Alex)
- Sean Carrigan (Paul)

### Épisode 14:Mon flirt avec la droguée
- États-Unis : 22 janvier 2002 sur NBC
- France : 25 mai 2002 sur TPS Star

- Jim Blanchette (Allan)
- Brian Catalano (Yuppie)

### Épisode 15:Mon aventure avec Elliot
- États-Unis : 5 février 2002 sur NBC
- France : 1er juin 2002 sur TPS Star

Myrna Niles (Grand-Mère)

### Épisode 16:Mon défouloir
- États-Unis : 26 février 2002 sur NBC
- France : 1er juin 2002 sur TPS Star

- Masi Oka (Franklyn)
- Dan Sachoff (Matthew)

### Épisode 17:Mon étudiant
- États-Unis : 5 mars 2002 sur NBC
- France : 8 juin 2002 sur TPS Star

- DJ Qualls (Josh)
- Adrian Wenner (Philip Chambers)
- Kelli Williams (Kristen Murphy)

### Épisode 18:Mon cœur en miette
- États-Unis : 12 mars 2002 sur NBC
- France : 8 juin 2002 sur TPS Star

- Kelli Williams (Kristen Murphy)
- Steven Shaw (M. Sloane)
- Eric Saiet (Jerry Donovan)
- Jack Shearer (Aaron Simon)
- Cody Estes (Jeune J.D.)

### Épisode 19:Mon vieux
- États-Unis : 9 avril 2002 sur NBC
- France : 15 juin 2002 sur TPS Star

- John Ritter (Sam Dorian)
- Markie Post (Lily Reid)
- Lane Davies (Simon Reid)
- Hattie Winston (Margaret Turk)
- Matt Winston (Dr Jeffrey Steadman)
- R. Lee Ermey (Père du concierge)
- David S. Robinson-Hicks (Jeune Turk)
- Alexandra Lee (Jeune Elliot)

### Épisode 20:Ma décision
- États-Unis : 16 avril 2002 sur NBC
- France : 15 juin 2002 sur TPS Star

- Scott Foley (Sean Kelly)
- Paige Peterson (Shelly)
- Charles Chun (en) (Dr Wen)
- Fred Stoller (en)  (M. Hoffner)

### Épisode 21:Ma peur bleue
- États-Unis : 30 avril 2002 sur NBC
- France : 22 juin 2002 sur TPS Star

- Scott Foley (Sean Kelly)
- Ed Begley Jr (Dr Bailey)
- William Daniels (Dr Douglas)
- Stephen Furst (Dr Franklyn)
- Eric Laneuville (Dr Lamar)
- Robert Dolan (M. Winston)

### Épisode 22:Mon intuition masculine
- États-Unis : 7 mai 2002 sur NBC
- France : 22 juin 2002 sur TPS Star

- Brendan Fraser (Ben Sullivan)
- Masi Oka (Franklyn)
- Nicole Sullivan (Jill Tracy)
- Steven Hack (Dr Bobb)
- Kimberly S. Newberry (Dr Allan)

### Épisode 23:Mon héros
- États-Unis : 14 mai 2002 sur NBC
- France : 29 juin 2002 sur TPS Star

- Brendan Fraser (Ben Sullivan)
- Christa Miller Lawrence (Jordan Sullivan)
- Robert Clendenin (Dr Zeltzer)
- Charles Chun (Dr Wen)
- Lela Lee (Bonnie)
- Philip McNiven (Roy)
- Paul Perry (Randall)

### Épisode 24:Mon dernier jour
- États-Unis : 21 mai 2002 sur NBC
- France : 29 juin 2002 sur TPS Star

- Christa Miller Lawrence (Jordan Sullivan)
- Charles Chun (Dr Wen)
- April Pressel (Denise Bober)
- Don Perry (M. Bober)